# Asian Rugby Championship 1996
El Asian Rugby Championship  de 1996 fue la 15.ª edición del principal torneo asiático de rugby.

## Desarrollo

### Grupo A
| Pos. | Equipo    | Encuentros | Encuentros | Encuentros | Encuentros | Tantos  | Tantos    | Tantos     | Puntos Totales |
| Pos. | Equipo    | jugados    | ganados    | empatados  | perdidos   | a favor | en contra | diferencia | Puntos Totales |
| ---- | --------- | ---------- | ---------- | ---------- | ---------- | ------- | --------- | ---------- | -------------- |
| 1    | Japón     | 2          | 2          | 0          | 0          | 242     | 22        | 220        | 4              |
| 2    | Taiwán    | 2          | 1          | 0          | 1          | 65      | 116       | - 51       | 2              |
| 3    | Tailandia | 2          | 0          | 0          | 2          | 25      | 194       | - 169      | 0              |

| 2 de noviembre | Taiwán | 53 - 15 | Tailandia |  |  |

| 4 de noviembre | Japón | 141 - 10 | Tailandia |  |  |

| 6 de noviembre | Japón | 101 - 12 | Taiwán |  |  |

### Grupo B
| Pos. | Equipo        | Encuentros | Encuentros | Encuentros | Encuentros | Tantos  | Tantos    | Tantos     | Puntos Totales |
| Pos. | Equipo        | jugados    | ganados    | empatados  | perdidos   | a favor | en contra | diferencia | Puntos Totales |
| ---- | ------------- | ---------- | ---------- | ---------- | ---------- | ------- | --------- | ---------- | -------------- |
| 1    | Corea del Sur | 3          | 3          | 0          | 0          | 191     | 40        | 151        | 6              |
| 2    | Hong Kong     | 3          | 2          | 0          | 1          | 184     | 37        | 147        | 4              |
| 3    | Sri Lanka     | 3          | 1          | 0          | 2          | 64      | 132       | - 68       | 2              |
| 4    | Malasia       | 3          | 0          | 0          | 3          | 16      | 246       | - 230      | 0              |

Nota: Se otorgan 2 puntos al equipo que gane un partido, 1 al que empate y 0 al que pierda
| 3 de noviembre | Malasia | 5 - 103 | Hong Kong |  |  |

| 3 de noviembre | Corea del Sur | 60 - 20 | Sri Lanka |  |  |

| 5 de noviembre | Corea del Sur | 112 - 5 | Malasia |  |  |

| 5 de noviembre | Hong Kong | 66 - 13 | Sri Lanka |  |  |

| 7 de noviembre | Hong Kong | 15 - 19 | Corea del Sur |  |  |

| 7 de noviembre | Sri Lanka | 31 - 6 | Malasia |  |  |

### Definición 3° puesto
| 9 de noviembre | Hong Kong | 114 - 12 | Taiwán |  |  |

### Final
| 9 de noviembre | Japón | 41 - 25 | Corea del Sur |  |  |

| Bandera de Japón |
| Campeón Japón    |
| Undécimo título  |